# Armée d'Arakan

Drapeau de l'Armée d'Arakan.

L'Armée d'Arakan (arakanais : အာရက္ခတပ်တော် , romanisé : Araka Tatdaw ; abrégé en AA), parfois appelée Armée d'Arakha, est une organisation armée ethno-nationaliste birmane basée dans l'État de Rakhine. Fondée le 10 avril 2009, l'AA est l'aile militaire de la Ligue unie d'Arakan (ULA). Elle est actuellement dirigée par le commandant en chef, le général de division Twan Mrat Naing et le vice-commandant en chef adjoint, le général de brigade Nyo Twan Awng. L'Armée d'Arakan déclare que l'objectif de sa révolution armée est de restaurer la souveraineté du peuple d'Arakan. Dans une interview de février 2024, Twan Mrat Naing affirme que l'AA possède jusqu'à au moins 38 000 soldats. Anthony Davis, un expert militaire et de sécurité, rejette cette affirmation et estime qu'elle compte au moins 15 000 soldats dans l'État Chin et l'État de Rakhine, en plus d'environ 1 500 soldats dans l'État kachin et l'État shan. Au début des années 2010, l'armée d'Arakan combat aux côtés de l'Armée pour l'indépendance kachin (KIA) contre la Tatmadaw (forces armées birmanes) dans le conflit kachin (en). Après le déclenchement du conflit en 2016 dans l'État de Rakhine, l'AA s'implique davantage dans la région d'Arakan. En 2019, l'AA lance des attaques contre les forces de sécurité de l'État et l'armée birmane riposte, intensifiant les affrontements,. L'AA conclut un cessez-le-feu fin 2020 après avoir érodé le contrôle du gouvernement central dans le nord de l'État de Rakhine. Le vide du pouvoir est comblé par l'AA au cours des 18 mois suivants grâce à des efforts de renforcement de l'État, notamment le déploiement du vaccin contre la Covid-19.
Pendant la guerre civile birmane, le cessez-le-feu est rompu et les affrontements armés reprennent en juillet 2022 après une frappe aérienne de la Tatmadaw contre une base de l'AA. Les deux parties conviennent d'un cessez-le-feu temporaire en novembre 2022, apparemment pour des raisons humanitaires.
Le 10 avril 2024, l'AA annonce qu'elle change son nom de Rakhain Tatdaw (arakanais : ရက္ခိုင့်တပ်တော်) en Arakha Tatdaw (arakanais : အရက္ခတပ်တ ော်). Le porte-parole U Khaing Thu Kha affirme que « Arakha » représente tous ceux qui vivent dans l'État de Rakhine, quelle que soit leur origine,. Cependant, l'AA continue d'utiliser le nom d'Armée d'Arakan sur son site Web anglais.

## Origine
L'Armée d'Arakan est fondée le 10 avril 2009 avec son aile politique, la Ligue unie d'Arakan (ULA), dans ce qu'elle décrit comme son « quartier général temporaire » à Laiza, dans l'État kachin.
Après la formation, le groupe prévoit de retourner dans l'État d'Arakan et de lutter pour l'autodétermination. Cependant, avec le déclenchement des combats dans l'État kachin en juin 2011, ils ne peuvent pas le faire. En conséquence, ils prennent les armes contre l'armée birmane pour soutenir la KIA. En 2014, l'AA forme une colonie dans l'État d'Arakan près de la frontière avec le Bangladesh et une autre près de la frontière entre la Thaïlande et la Birmanie (en), grâce auxquelles elle devient beaucoup plus forte et ses capacités de combat sont positivement impactées. En février 2015, l'AA combat aux côtés de l'Armée de l'Armée de l'Alliance nationale démocratique de Birmanie (MNDAA), un groupe armé ethnique, et de son allié l'Armée de libération nationale Ta'ang (TNLA) dans leur conflit avec l'armée birmane. Des centaines de soldats de la Tatmadaw seraient tués dans ce conflit. Le 27 août 2015, un affrontement a lieu entre l'AA et les forces des gardes-frontières du Bangladesh (en) (BGB), les deux camps ouvrant le feu près de la zone de Boro Modak à Thanci, dans le district de Bandarban, près de la frontière commune entre la Birmanie et le Bangladesh. Le 20 août 2015, l'armée d'Arakan affronte (en) les gardes-frontières du Bangladesh (BGB) après que dix de leurs chevaux soient confisqués par le BGB plus tôt dans la journée.

## Objectifs
L'armée d'Arakan se bat pour l'autodétermination de la population multiethnique d'Arakan ainsi que pour la sauvegarde et la promotion de l'identité nationale et du patrimoine culturel du peuple d'Arakan. L'AA recrute des rohingyas dans sa structure organisationnelle et prétend créer un gouvernement fédéraliste inclusif pour contrer la Tatmadaw à Rakhine. Dans une interview accordée à Prothom Alo en 2021, le chef de l'Armée d'Arakan Twan Mrat Naing déclare que l'organisation souhaite entretenir de bonnes relations avec le Bangladesh et travailler avec lui sur la question des rohingyas.
Dans une interview accordée à Arakha Media (AKK) en août 2021, le commandant en chef de l'Armée d'Arakan déclare que l'objectif politique de la révolution armée est de restaurer la souveraineté de l'Arakan, et qu'il n'y a aucune négociation dans la tentative de regagner la souveraineté perdue et qu'il n'y en aura pas non plus à l'avenir.

## Déploiement
La plupart des soldats de l'AA sont initialement formés à l'Académie militaire de la KIA. Depuis 2014, l'AA met en place ses propres camps d'entraînement dans l'État de Rakhine. Selon le Myanmar Peace Monitor, l'AA compte plus de 1 500 soldats en 2014, dont le personnel stationné dans l'État de Rakhine près de la frontière de la Birmanie avec le Bangladesh. L'Irrawaddy déclare en septembre 2015 que l'AA compte plus de 2 500 soldats et 10 000 membres de personnel dans son aile civile. En juin 2020, le chef de l'AA affirme que le groupe compte plus de 20 000 soldats. Dans une interview de décembre 2021, Twan Mrat Naing affirme que l'AA compte 30 000 soldats.
Bien que l'AA soit initialement formée par la KIA, elle s'aligne ensuite davantage sur l'United Wa State Army (UWSA) par le biais du Comité consultatif et de négociation politique fédéral (en),. En 2020, l'Inde accuse la Chine d'aider les groupes rebelles, dont l'UWSA et l'AA, en fournissant des armes et en fournissant des cachettes sur le territoire indien. L'AA reçoit des armes de fabrication chinoise, telles que des missiles sol-sol utilisés lors d'une attaque contre la marine birmane en 2019. Cependant, il existe peu de preuves pour confirmer directement l'implication chinoise, car les armes chinoises peuvent être fournies par l'UWSA, qui entretient des relations plus étroites avec la Chine.
L'Armée d'Arakan cible le projet indien de transport multimodal de transit de Kaladan (en), mais pas les projets chinois dans la région (en), ce qui conduit certains à accuser la Chine de diplomatie terroriste. Cependant, en février 2024, elle déclare qu'elle n'empêchera pas l'achèvement du projet. Ses représentants rencontrent K. Vanlalvena (en), un sénateur indien venu observer la construction de la route.

## Conflit armé

### Premiers affrontements
En avril 2015, l'AA affronte l'armée birmane dans le canton de Kyauktaw, dans l'État de Rakhine, et dans le canton de Paletwa, dans l'État Chin.
En décembre 2015, la Tatmadaw et l'Armée d'Arakan se livrent à plusieurs jours de combats à environ 60 kilomètres au nord de Sittwe, à la frontière entre les cantons de Kyauktaw et de Mrauk U. Un nombre indéterminé de militaires sont tués dans les combats. Plusieurs membres de la Tatmadaw, dont un commandant, sont tués dans des attaques de tireurs embusqués et de nombreux autres sont blessés.
À la suite d'affrontements entre des insurgés rohingyas et les forces de sécurité birmanes dans le nord de l'État de Rakhine en octobre 2016, l'Armée d'Arakan publie un communiqué de presse qualifiant les auteurs (l'Armée du salut des Rohingya de l'Arakan) de « terroristes musulmans bengalis sauvages » et les violences de « saccage des militants fondamentalistes islamiques bengalis dans le Nord de l'Arakan ».
En novembre 2017, l'Armée d'Arakan est impliquée dans de violents affrontements avec la Tatmadaw dans l'État Chin, au cours desquels 11 soldats de la Tatmadaw sont tués. Selon la BBC, l'Armée d'Arakan bénéficie d'un soutien populaire à Mrauk U et un certain nombre d'hommes de la ville rejoignent le groupe.

### Guerre de 2018-2020 avec la Tatmadaw

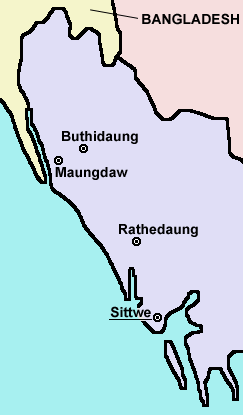
Villes du Nord de l'État de Rakhine.

Le 21 décembre 2018, l'armée birmane déclare un cessez-le-feu unilatéral de quatre mois dans cinq zones de conflit, affirmant qu'elle tiendra des pourparlers avec les non-signataires de l'Accord national de cessez-le-feu (NCA) pendant la période de cessez-le-feu. Cependant, le commandement occidental (stationné dans l'État Chin et l'État de Rakhine) est exclu de l'annonce unilatérale du cessez-le-feu et une augmentation des affrontements entre la Tatmadaw et l'Armée d'Arakan est signalée.
Le 4 janvier 2019, environ 300 membres de l'Armée d'Arakan lancent des attaques avant l'aube contre quatre avant-postes de la forces de garde-frontières (Kyaung Taung, Nga Myin Taw, Ka Htee La et Kone Myint) dans le nord du canton de Buthidaung. Treize membres de la police des frontières (BGP) sont tués et neuf autres sont blessés,,, tandis que 40 armes à feu et plus de 10 000 cartouches sont confisquées par l'Armée d'Arakan. L'Armée d'Arakan déclare plus tard qu'elle a capturé neuf membres de la BGP et cinq civils, et que trois de ses combattants sont également tués dans les attaques,. À la suite des attaques, le Cabinet du Président de la Birmanie tient une réunion de haut niveau sur la sécurité nationale dans la capitale Naypyidaw le 7 janvier 2019 et demande au ministère de la Défense d'accroître le déploiement de troupes dans les zones attaquées et d'utiliser des avions si nécessaire.
Des soldats de l'armée birmane de la 22e division d'infanterie légère, des éléments des 66e et 99e divisions d'infanterie légère et des bataillons du commandement occidental de la Tatmadaw seraient impliqués dans l'offensive militaire qui suit contre l'Armée d'Arakan. Des affrontements sont signalés dans les cantons de Maungdaw, Buthidaung, Kyauktaw, Rathedaung et Ponnagyun, situés dans les parties nord et centrale de l'État d'Arakan. Le gouvernement de l'État d'Arakan (en) émet un avis interdisant aux organisations non gouvernementales et aux agences des Nations unies, à l'exception du Comité international de la Croix-Rouge et du Programme alimentaire mondial, de se rendre dans les zones rurales de ces cantons touchés par le conflit. Les combats poussent 5 000 civils à fuir leurs foyers et à se réfugier dans des monastères et des zones communautaires à travers la région, selon le Bureau de la coordination des affaires humanitaires des Nations Unies. Des victimes civiles, des détentions arbitraires de villageois arakanais, et un blocage militaire de l'aide alimentaire et des secours médicaux sont également signalés.
Le 9 mars 2019, une soixantaine d'insurgés de l'AA lancent une attaque en soirée contre le commissariat de police de Yoe-ta-yoke. Selon un rapport de combat ayant fuité, neuf policiers sont tués, deux blessés et une douzaine d'armes, dont 10 fusils de combat BA-63, sont volées par les assaillants. Le même jour, les insurgés de l'AA réussissent à conquérir le poste de commandement de la ligne de front du bataillon d'infanterie légère n°563 basé dans le canton de Gwa (en) de l'État d'Arakan, sous la supervision de la division d'infanterie légère n°5. Selon un communiqué de presse de l'Armée d'Arakan, 11 personnes, dont quatre ingénieurs militaires, sont capturées et 16 excavatrices rétrocaveuses, une voiture, un camion-benne et des mortiers de 60 mm et 80 mm sont confisqués. En avril, environ 200 insurgés de l'AA attaquent l'unité de sécurité de la police n°31 22 h 0. La Tatmadaw riposte avec des avions de chasse, bombardant les positions de l'AA jusqu'à 6 h 0 du matin le lendemain.
Le 22 septembre, des combats éclatent près du village de Taunggyi, dans le canton de Myebon, à l'expiration du cessez-le-feu. En octobre, des soldats de l'AA capturent un ferry sur la rivière Mayu (en) entre Sittwe et le canton de Buthidaung et enlèvent un groupe de 58 passagers, dont des soldats, des policiers et des fonctionnaires. Une tentative de sauvetage par la Tatmadaw à l'aide d'un hélicoptère donne lieu à un échange de coups de feu, tuant plusieurs des otages.
Le 6 février 2020, l'Armée d'Arakan attaque un avant-poste de la Tatmadaw sur une rive de la rivière Kaladan dans l'État Chin. Les combats continuent pendant des semaines et atteignent leur apogée au cours de la deuxième semaine de mars, lorsque l'Armée d'Arakan affirme avoir capturé 36 soldats, dont un commandant de bataillon. Le 19 mars 2020, la Tatmadaw fait une déclaration affirmant que ses forces pourraient briser le siège de l'avant-poste par l'Armée d'Arakan.
Le 26 mai 2020, l'Armée d'Arakan publie une déclaration exigeant le retrait immédiat de l'administration gouvernementale birmane et des forces armées birmanes d'Arakan. En janvier 2019, le Comité central antiterroriste de Birmanie désigne l'Armée d'Arakan comme un groupe terroriste en vertu de la loi antiterroriste du pays,.
L'AA et le gouvernement central concluent un cessez-le-feu en novembre 2020. Au moment du cessez-le-feu, le contrôle de la Birmanie est gravement érodé dans le centre et le nord de l'État de Rakhine, laissant un vide que l'Armée d'Arakan comble au cours des 18 mois suivants. L'AA met en place de nombreux services publics, comme les vaccins contre la Covid-19 et les administrateurs locaux dans le nord de l'État de Rakhine.

### Guerre civile en Birmanie (depuis 2021)

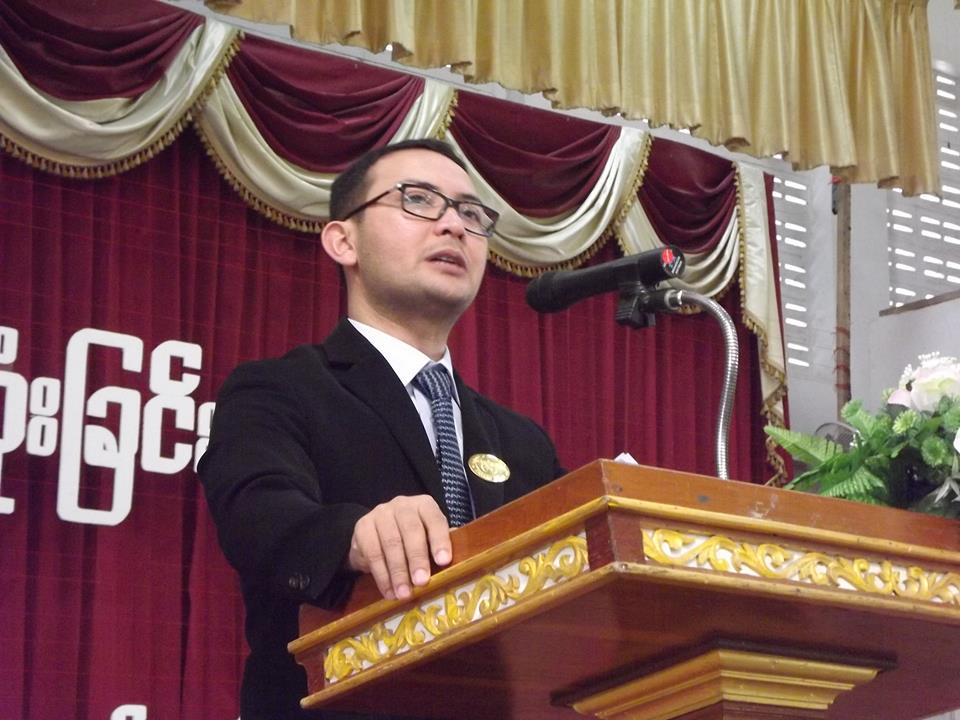
Général Twan Mrat Naing.

Après le coup d'État de 2021 en Birmanie, la junte militaire et le gouvernement en exil retirent tous deux leur désignation de l'AA comme groupe terroriste. Le Conseil administratif d'État (SAC) retire sa désignation le 11 mars 2021,, tandis que le Comité Représentant Pyidaungsu Hluttaw (CRPH) annonce quelques jours plus tard qu'il annule sa désignation de groupe terroriste pour tous les groupes insurgés. Néanmoins, le 30 mars, l'AA menace de mettre fin au cessez-le-feu avec la Tatmadaw si le SAC refuse d'ordonner l'arrêt du massacre des civils qui protestent contre le coup d'État. Le 10 avril 2021, l'AA et ses alliés, la TNLA et la MNDAA, lancent une attaque contre un commissariat de police au sud de Lashio dans l'État shan, tuant au moins 14 policiers et incendiant le commissariat.
Entre juin et août 2022, le cessez-le-feu informel conclu fin 2020 entre l'Armée d'Arakan et la junte est rompu. L'attention de l'armée étant portée sur la résistance croissante ailleurs et le soutien populaire croissant à un partenariat avec le gouvernement d'unité nationale (NUG), l'AA commence à chercher à étendre son influence dans le Sud de l'État d'Arakan. La rhétorique du chef de l'AA, Twan Mrat Naing, devient plus provocatrice en juin, les porte-parole militaires déclarant que l'AA invite au conflit.
Les affrontements armés reprennent en juillet après que la junte lance une frappe aérienne contre une base de l'AA dans l'État de Kayin, tuant 6 soldats de l'AA. L'AA riposte dans le canton de Maungdaw 12 jours plus tard, tuant quatre soldats et capturant 14 soldats de la junte. Des affrontements armés éclatent dans le Nord de l'État de Rakhine et dans l'Ouest de l'État Chin à la fin du mois de juillet et au début du mois d'août, notamment dans la ville de Paletwa (en), dans l'État Chin. Fin août, pour se rendre dans le Nord de l'État de Rakhine, il faut signaler une série de points de contrôle et tous les navires de transport public cessent de fonctionner. L'AA et la junte placent toutes deux des barrages et imposent un préavis strict à tous les voyageurs qui tentent de traverser les barrages fluviaux et terrestres. La guerre qui reprend est nettement différente, car la junte a un moral nettement moins élevé et l'AA fait désormais partie d'une alliance populaire de facto avec les forces de résistance dirigées par le NUG.

#### Cessez-le-feu
Le 26 novembre, l'Armée d'Arakan et la junte conviennent d'un cessez-le-feu temporaire à compter du lendemain. Il est négocié par Yōhei Sasakawa de la Nippon Foundation qui joue le rôle d'intermédiaire. Le porte-parole de l'AA, Khine Thu Kha, déclare qu'ils acceptent cet accord pour des raisons humanitaires et non en raison de pressions internationales. Le groupe ne se retire pas des fortifications tenues au moment du cessez-le-feu. Un responsable de la junte déclare à The Irrawaddy qu'il s'agit de la première étape vers un cessez-le-feu permanent. À la mi-décembre, les tensions restent élevées, les forces des deux camps restant déployées dans le Nord de l'État d'Arakan.
L'AA reste membre de l'Alliance des Trois Fraternités et est impliqué dans des opérations conjointes en dehors de l'État d'Arakan, notamment l'opération 1027, une offensive allant de Lashio à Kokang, dans le nord de l'État shan, en octobre 2023. L'AA a également de multiples escarmouches avec les forces de la junte dans le canton de Htigyaing (en), dans la région de Sagaing. L'AA affirme que ces escarmouches font partie de l'opération 1027. Les forces combinées de l'AA et de la KIA capturent la base de Gangdau Yang sur la route Myitkyina-Bhamo le 31 octobre. Une force combinée d'AA, de KIA et de PDF locale commence à attaquer Kawlin (en) le 3 novembre et elle est complètement prise le 6 novembre. Elle devient la première ville de niveau district à être prise par les rebelles.

#### Reprise de la guerre et opération 1027
Le matin du 13 novembre 2023, dans le cadre de l'opération 1027, l'Armée d'Arakan attaque deux postes de police des gardes-frontières dans le canton de Rathedaung, rompant ainsi l'accord de cessez-le-feu de l'État de Rakhine entre la junte et l'AA.
La nuit suivante, l'Armée d'Arakan lance une attaque sur Pauktaw (en), s'emparant du commissariat de police de la ville. Le lendemain matin, l'Armée d'Arakan prend le contrôle de la ville. La proximité de Pauktaw avec la capitale de l'État d'Arakan, Sittwe, constitue une menace pour la junte. La ville est reprise par la junte le lendemain.
En décembre 2023, l'Alliance des Trois Fraternités, dont l'AA fait partie, et la junte conviennent d'un cessez-le-feu dans le Nord de l'État shan. À la suite de cela, en janvier 2024, l'Armée d'Arakan intensifie son offensive dans le canton de Paletwa et capture Paletwa, une ville stratégique pour le projet de transport multimodal indo-birman Kaladan. Une semaine plus tard, l'Armée d'Arakan capture de nouveau la ville de Pauktaw, mettant fin à une bataille de trois mois.
L'armée d'Arakan capture les bases restantes de la Tatmadaw à Minbya (en) le 6 février, prenant ainsi le contrôle total du canton de Minbya. Le même jour, l'AA s'empare de l'avant-poste de la junte de Taung Pyo le long de la frontière avec le Bangladesh dans le canton de Maungdaw. L'Armée d'Arakan capture également Kyauktaw (en) le 7 février, tandis que de violents combats se poursuivent à Mrauk U et Ramree (en). La Tatmadaw abandonne Myebon pour se rendre à Kyaukpyu le 9 février, laissant des munitions derrière elle et abandonnant le canton du Sud du district de Mrauk-U. Le lendemain, l'AA prend la ville historique de Mrauk U, complétant ainsi son contrôle sur le canton. Au cours de la bataille, trois péniches de débarquement de la marine birmane sont coulées,. En réponse à la prise des trois villes, la junte fait sauter des ponts dans le canton de Kyauktaw et la capitale de l'État, Sittwe. Cinq jours plus tard, l'Armée d'Arakan captura Myebon, complétant ainsi sa capture de l'intégralité du district de Mrauk-U.
Après que des informations selon lesquelles la Tatmadaw enrôlerait des rohingyas sont rendues publiques, le porte-parole de l'AA, Khine Thu Ka, appelle les jeunes hommes rohingyas fuyant la conscription à chercher refuge sur leur territoire. Alors que l'AA nie les allégations du régime selon lesquelles ils sont ciblés pour être recrutés, Khine Thu Kha encourage toute personne à se porter volontaire si elle le souhaite, quelle que soit son appartenance ethnique ou sa religion.
Le 24 mars, l'Armée d'Arakan lance une offensive sur le canton d'Ann (en) en même temps que sur Sittwe, lançant des attaques sur Ann, le quartier général du commandement occidental de la junte. Au nord d'Ann, l'Armée d'Arakan lance des attaques sur le canton voisin de Ngape dans la région de Magway. L'emplacement d'Ann est stratégiquement important car il s'agit du lien entre Rakhine et Magway via la route Minbu (en)-Ann à travers les montagnes d'Arakan et comme porte d'entrée empêchant l'AA d'attaquer le Sud de l'État d'Arakan. Le 27 mars, les forces de l'Armée d'Arakan s'emparent d'un camp près du village de Ge Laung, dans la commune d'Ann. Le 2 avril, l'Armée d'Arakan annonce avoir capturé une partie de l'autoroute Ann-Minbu, coupant ainsi Ann de la ville voisine de Padein.
Au cours de ces offensives, le 10 avril, l'Armée d'Arakan se rebaptise « Armée d'Arakha » pour représenter tous les habitants de l'État d'Arakan. L'Armée d'Arakan et l'Armée du salut des Rohingya de l'Arakan (ARSA) s'affrontent dans le canton de Buthidaung le 15 avril, tuant 25 rohingyas. Un habitant local rapporte que la Tatmadaw et l'ARSA se battent ensemble lors des affrontements.
Le 27 avril, l'Armée d'Arakan capture la base de Taw Hein Taung, au sommet des collines de la commune d'Ann. Le 6 mai, l'Armée d'Arakan capture également le quartier général du 15e commandement des opérations militaires. Le 3 mai, l'Armée d'Arakan capture le quartier général de la police des frontières dans le canton de Maungdaw à Kyee Kan Pyin, forçant au moins 128 soldats de la junte à traverser la frontière vers le Bangladesh. Le lendemain, l'Armée d'Arakan annonce qu'après un siège prolongé, elle a capturé le 15e commandement des opérations militaires près de Buthidaung. L'Armée d'Arakan affirme que la bataille pour la base a tué des « centaines » de soldats de la junte, et que des centaines de soldats de la junte et leurs familles se sont rendus.
Le 13 avril, l'Armée d'Arakan commence à affronter les forces de la junte le long de la route reliant Thandwe à Taungup (en). Le 22 avril, des affrontements intenses éclatent autour de la centrale hydroélectrique de Tha Htay, dans le nord du canton de Thandwe (en), entraînant la mort de "dizaines" de soldats de la junte. Le 25 avril, l'Armée d'Arakan commence à affronter les forces de la junte près de la plage de Ngapali.
Le 18 mai, l'Armée d'Arakan capture Buthidaung et le reste du canton de Buthidaung. Après sa capture, des militants rohingyas accusent l'Armée d'Arakan d'avoir incendié et ciblé les maisons des rohingyas dans la ville, une accusation que l'Armée d'Arakan nie. L'Armée d'Arakan commence à lancer des attaques sur la ville voisine de Maungdaw le 22 mai.
Le 29 mai, la junte et les soldats alliés de l'Armée de libération de l'Arakan (en) tuent plus de 70 villageois du village de Byian Phyu près de Sittwe en raison de sympathies présumées pour l'Armée d'Arakan dans le village.
De fin mai à début juin, l'Armée d'Arakan lance des attaques contre les bases restantes de la junte dans le canton de Maungdaw. Le 16 juin, l'AA exhorte les habitants de Maungdaw à évacuer la ville, affirmant que toutes les bases de la junte dans le canton sont capturées ou encerclées et qu'ils attaqueront la ville. En réponse aux combats à Maungdaw, la marine bangladaise déploie des navires de guerre autour de l'île Saint-Martin (en), qui est la cible de tirs menés à plusieurs reprises par les forces de la junte. L'île est le théâtre de controverses car les cartes birmanes incluent l'île comme faisant partie du territoire birman depuis 2019.
Le 2 juin, des affrontements éclatent à nouveau sur la route Thandwe-Taungup près de la plage de Ngapali, et l'AA capture le village de Gawt au cours des combats,. Au cours de la semaine suivante, les combats se rapprochent de Thandwe et de la plage voisine de Ngapali, forçant l'aéroport de Thandwe (en) à fermer. Au cours des combats, les forces birmanes bombardent le village de Singaung, tuant entre 60 et 120 villageois. Le 15 juin, l'Armée d'Arakan lance une offensive pour capturer la ville voisine de Taungup, et les forces de l'AA lancent des attaques sur la base de la junte près de l'université de Taungup.
Après des mois de paix relative, de violents affrontements éclatent à l'extérieur de Kyaukpyu le 17 juin après que les forces de la junte quittent la base navale de Danyawaddy, près du village de Thaing Chaung, entraînant la mort de 10 membres de la junte.
Le 20 juin, les forces de l'AA tendent une embuscade à une colonne de la junte le long de la route Taungup-Pandaung, entraînant la mort de 60 membres de la junte. Le 23 juin, les forces de l'AA capturent l'aéroport de Thandwe, le premier aéroport à être capturé par les forces de résistance depuis le coup d'État de 2021. Le 26 juin, les combats s'étendent à la plage de Ngapali et l'AA commence à lancer des attaques sur les deux dernières bases de la junte dans la ville de Thandwe.

## Arrestations internationales
En juillet 2019, la police birmane, en coopération avec le gouvernement de Singapour, arrête le frère cadet du leader de l'AA Twan Mrat Naing, Aung Mrat Kyaw, ainsi que d'autres personnes accusées de soutenir financièrement l'AA. En septembre, sa sœur cadette et son beau-frère sont également arrêtés par la police birmane à leur retour de Thaïlande.
Le 6 décembre, l'épouse de Twan Mrat Naing, Hnin Zar Phyu, et leurs deux enfants sont arrêtés par des agents de l'immigration thaïlandais à Chiang Mai. Les agents l'arrête en raison de la présence de son nom sur la liste des personnes affiliées à l'Armée d'Arakan, fournie par le gouvernement birman. Le 25 février 2020, la famille détenue part en Suisse dans le cadre de l'asile politique initié par le Haut Commissariat des Nations unies pour les réfugiés,.
Le 23 juin 2020, les autorités thaïlandaises perquisitionnent une maison dans la ville frontalière de Mae Sot (près de l'État de Kayin), saisissant une importante réserve d'armes nouvellement fabriquées en provenance de Chine. Des insurgés locaux du côté birman de la frontière déclarent à The Irrawaddy que les armes sont probablement passées en contrebande pour l'Armée d'Arakan parce qu'ils « paient un bon prix ».